# Грабівка (Станишівська сільська громада)
Гра́бівка (раніше також — Велика Грабівка) — село в Україні, у Станишівській сільській територіальній громаді Житомирського району Житомирської області. Чисельність населення становить 21 особу (2001).

## Населення
Наприкінці 19 століття в поселенні налічувалося 164 мешканці, дворів — 33, у 1906 році — 169 мешканців, дворів — 33, у 1923 році — 271 житель, дворів — 49.
Відповідно до результатів перепису населення СРСР, кількість населення станом на 12 січня 1989 року становила 23 особи. Станом на 5 грудня 2001 року, відповідно до перепису населення України, кількість мешканців села становила 21 особу, з них 80,95 % зазначили рідною українську мову, а 19,05 % — російську.

## Історія
У 1850 році володіння поміщиці Сюзанни-Бенігни Божедар-Підгородинської з Івановських (доньки Вікентія Івановського) та кавалера Владислава Божедар-Підгородинського. Всього мешкало селян чоловічої статі 30 осіб та жіночої 34 особи.
Наприкінці 19 століття — сільце Котелянської волості Житомирського повіту Волинської губернії, за 40 верст від Житомира. Належало до православної парафії в Івниці, за 4 версти.
У 1906 році — сільце Котелянської волості (5-го стану) Житомирського повіту Волинської губернії. Відстань до губернського та повітового центру м. Житомир становила 40 верст, до волосного центру містечка Стара Котельня — 13 верст. Поштове відділення — міст. Червонне.
В ніч на 22 листопада 1921 року через село, вертаючись з Листопадового рейду, проходила Подільська група (командувач Сергій Чорний) Армії Української Народної Республіки.
У 1923 році включене до складу новоствореної Руднє-Грабівської сільської ради, яка 7 березня 1923 року увійшла до складу новоутвореного Андрушівського району Житомирської округи. Розміщувалося за 18 верст від районного центру міст. Андрушівка та за 2,5 версти від центру сільської ради, с-ця Рудня-Грабівська. 20 червня 1925 року, в складі сільської ради, передане до Левківського (згодом — Іванківський) району Житомирської (згодом — Волинська) округи, 3 вересня 1930 року — до складу Коростишівського району Української РСР.
11 серпня 1954 року, внаслідок об'єднання сільських рад, підпорядковане Туровецькій сільській раді Коростишівського району Житомирської області. 4 січня 1965 року, в складі сільської ради, передане до Житомирського району.
19 липня 2016 року включене до складу новоутвореної Станишівської сільської територіальної громади Житомирського району Житомирської області.
12 червня 2020 року, відповідно до розпорядження Кабінету Міністрів України № 711-р «Про визначення адміністративних центрів та затвердження територій територіальних громад Житомирської області» увійшло до складу Станишівської сільської територіальної громади.
19 липня 2020 року, в результаті адміністративно-територіальної реформи та ліквідації Житомирського району (1939—2020), село увійшло до складу новоутвореного Житомирського району.